# Chisoneta
Genre
Chisoneta est un genre d'araignées aranéomorphes de la famille des Leptonetidae.

## Distribution
Les espèces de ce genre se rencontrent au Mexique au Nuevo León et aux États-Unis au Texas.

## Liste des espèces
Selon World Spider Catalog (version 14.5, 2014) :
- Chisoneta chisosea (Gertsch, 1974)
- Chisoneta isolata (Gertsch, 1971)
- Chisoneta modica (Gertsch, 1974)
- Chisoneta pecki (Gertsch, 1971)

## Publication originale
- Ledford, Paquin, Cokendolpher, Campbell & Griswold, 2011 : Systematics of the spider genus Neoleptoneta Brignoli, 1972 (Araneae : Leptonetidae) with a discussion of the morphology and relationships for the North American Leptonetidae. Invertebrate systematics, vol. 25, no 4, p. 334-388 (texte intégral).